# Királyvölgy
Királyvölgy (ukrán nyelven Солоне (Szolone)) falu Kárpátalján, a Técsői járásban.

## Fekvése
Técsőtől északkeletre fekvő település.

## Nevének eredete
A Szolone helységnév ruszin eredetű, víz- vagy dűlőnévből keletkezett névátvitellel. A patak- és dűlőnév közül valószínűleg a víznév az elsődleges. Ez a ruszin-ukrán солоний ’sós’ (Чопей 371, СУМ.9: 451) melléknév származéka. A Sóspatak név párhuzamos névadással jött létre. A másodlagos magyar Királyvölgy egy német Königsthal névből származik tükörfordítással (Mező 1999: 25).

## Története
Nevét 1828-ban Szolonej (Nagy 200), 1850 körül Királyvölgy (t), 1853-ban Königsthal (t), 1864-ben Szolonej (Pesty Frigyes), 1898-ban Szólóni (hnt.), 1907-ben Szólóni (Királyvölgy)(hnt.), 1913-ban Királyvölgy (hnt.), 1944-ben Szoláni, Соляный (hnt.), 1983-ban Солоне, Солeнoе (Zo) alakban írták.
Pesty Frigyes 1864-ben írta a településről és annak nevéről:
...továbbá az ugynevezett Szolonej völgy mi magyarul sós helyt jelent, a közhasználatba e völgy Királyvölgynek neveztetik, hol ez előtt rendes tisztséggel sóbánya hivatal volt, s a kő só nagy mennyiségben termeltetett, azonban 1853 évben a só akna felsőbbi rendelet folytán be temetetvén ugy a telepitvény valamint minden művelési épület megszűnt létezni, s jelenleg ott, hol ház helyek és épületek állottak egy gyümölcsöt bőven termő kies hellyé van alakítva
A falu Alsóneresznice külterületi lakott helye volt, közigazgatásilag Gányához tartozik.